# Ezinge (wijk)
Ezinge is een van de kleinste wijken van Meppel. De wijk is ooit ontstaan als industrieterrein met arbeiderswoningen. Tegenwoordig is het een woonwijk. In de wijk Ezinge bevinden zich het Sportpark Ezinge, het Onderwijspark Ezinge en een topsporthal. In het uiterste zuiden van de wijk bevindt zich nog een klein beetje industrie.

## Vervoer
In de wijk Ezinge stoppen geen buslijnen. De wijk ligt direct ten oosten van Station Meppel en heeft een eigen aansluiting op de stationstunnel. Via de tunnel is het busstation te bereiken waar alle buslijnen van, naar en via Meppel stoppen. Langs het oosten van de wijk loopt de Rijksweg A32.